# Дом Караспасова
Дом Караспасова —  старинный особняк в Таганроге (ул. Фрунзе, 18), памятник архитектуры 1820-х годов. Относится к памятникам архитектуры, входит в число объектов культурного наследия Российской Федерации под кодом 6101173000.

## История
Дом по адресу ул. Фрунзе, 18 (в старой нумерации — ул. Николаевская, 20)  был построен в первой четверти XIX века.
В 1860-х годах дом принадлежал нежинскому греку, купцу Михаилу Караспасову (Короспасову).
В конце 80-х годов дом у Караспасовых приобрел турецко-подданный Панаги Константиниди, владевший им до 1910-х годов. Константиниди скончался в январе 1917 года.
Последним владельцем дома стал мещанин Иосиф Лейбович Рецкер, энергичный и деловой предприниматель, отец известного лингвиста Якова Рецкера. В 1916 году вместе он с Гершем Фельдманом и рядом других предпринимателей за 25 тысяч рублей приобрели мельницу Симановича, а после того, как владелец пивоваренного завода Герман Базенер вынужден был покинуть пределы Таганрога, Рецкер совместно с Михаилом Ароновичем Баршай в первые годы Советской власти стал совладельцем пивоваренного завода «Рецкер и Баршай», ранее принадлежавший Базенеру.
В 1890 году, согласно «Описи и оценке недвижимых имуществ г. Таганрога для раскладки государственного налога и других сборов на 1890 год», этот дом принадлежал австрийско-подданной Екатерине Рафаилович и оценивался в 700 рублей.
Дом Караспасова — мемориальное здание, связанное с детством писателя А. П. Чехова.

## «Чеховский флигель»

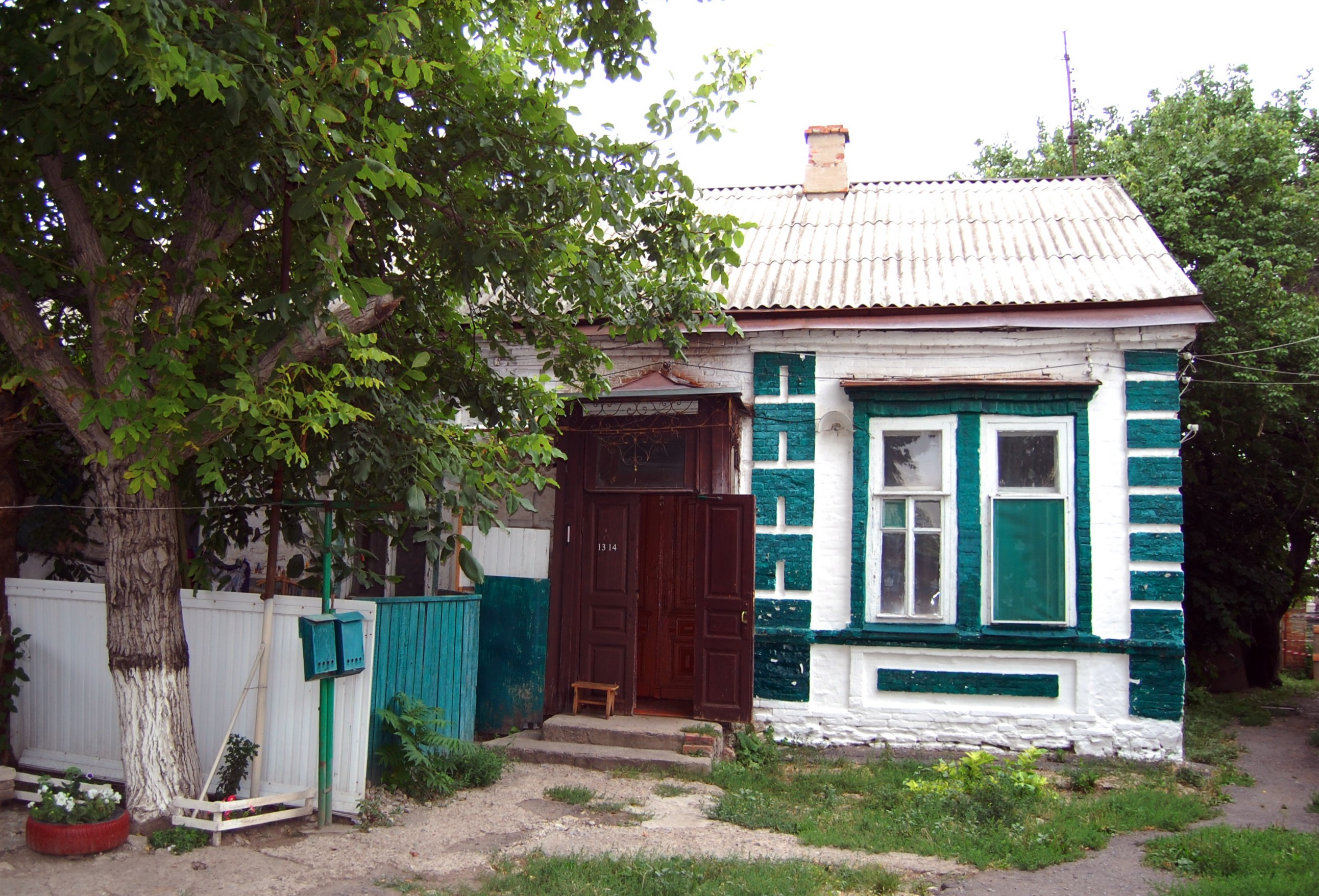
«Чеховский флигель», 2012 г.

В глубине двора дома Караспасова расположен флигель, в котором в 1870-х годах проживала дочь хозяйки дома со своим мужем, А. П. Яковлевым.
Как вспоминал гимназический товарищ Чехова, Андрей Дросси, «...во флигеле, у замужней сестры К-вых, он <А. П. Чехов> бывал с удовольствием. Там всегда собиралось большое общество взрослых и молодежи. Разговор обыкновенно вертелся около театра, так как и хозяин и гости были завзятыми театралами. В одно из таких собраний среди некоторых гостей возникла мысль об устройстве любительского спектакля. Мысль была подхвачена всеми с восторгом. Решено было приспособить для этой цели большой, пустующий в глубине двора амбар. Труппа сейчас же составилась, преимущественно из соседей, причем к женскому персоналу её добровольно причислил себя и Антон Павлович. Мужской персонал образовался из хозяина дома А. П. Яковлева, Александра и Николая Чеховых, меня и еще нескольких лиц. Уже через два-три дня после решения этого вопроса застучали в амбаре молотки плотников, ставящих подмостки для сцены, приглашенный художник, в сотрудничестве Николая Павловича Чехова, начал писать декорации, а мы приступили к выбору пьесы. Для открытия остановились на пьесе «Ямщики, или Шалость гусарского офицера», не помню уж какого автора. Роли в этой пьесе были распределены следующим образом: гусарского офицера играл один из товарищей хозяина; станционного смотрителя — Александр Павлович Чехов; сборщика на церковь — А. П. Яковлев; дочь смотрителя — его жена; молодого ямщика — я и, наконец, старуху старостиху — Антон Павлович Чехов. Репетировали мы эту пьесу не менее десяти раз, и она у нас прошла великолепно. Нет нужды, что у гусарского офицера принадлежность его к военному званию определялась единственно фуражкой с кокардой, что сборщик на церковь разгуливал в турецком халате и что станционный смотритель щеголял в мундире таможенного ведомства с шитым золотом воротником. Все эти шероховатости искупились художественною игрою Антона Павловича. Нельзя себе представить того гомерического хохота, который раздавался в публике при каждом появлении старостихи. И нужно отдать справедливость Антону Павловичу — играл он мастерски, а загримирован был идеально. С легкой руки Антона Павловича в нашем околотке спектакли эти пользовались громадным успехом и всегда делали полные сборы. Публика на эти спектакли допускалась только избранная, преимущественно обитатели квартала, и за минимальную плату. Необходимо добавить, что спектакли давались с благотворительной целью и на афишах, писанных рукою Николая Чехова, всегда значилось, что сбор со спектакля предназначается в пользу «одного бедного семейства». Таких спектаклей в то лето дано было шесть, но я не вспомню хорошенько, в каких из них выступал ещё Антон Павлович. Фигура старостихи заслонила собою другие его роли».
В 2004 году в нескольких метрах от флигеля был вырыт глубокий котлован строящегося на бывшей территории Таганрогской кондитерской фабрики торгово-офисного центра «Европейский квартал». 22 июля 2013 года ночью в котлован «Европейского квартала» рухнула стена пристроенного к флигелю хозблока. В апреле 2014 года произошло повторное обрушение в котлован.

## Цитаты
- «Старожилы, вероятно, помнят и другой образец гласности. Идет, бывало, по улице солдат и изо всех сил жарит в барабан, а рядом с ним шагает либо полицейский чин, либо статский. На неистовый грохот барабана из ворот и из калиток выскакивают обыватели и спрашивают: „Что такое? Что случилось?“ — „Караспасов дом продается“, — отвечает полицейский»[4] — Александр Чехов, 1912.
- «Изредка, вместе со мною, Антон Павлович навещал товарищей наших, К-вых, проживавших невдалеке от меня. Семья К-вых состояла в то время из матери-вдовы, пяти сыновей и замужней дочери, жившей с мужем в смежном флигеле. Старший сын и двое младших занимали с матерью верхний этаж, а в нижнем, полуподвальном, помещались наши товарищи»[4] — Андрей Дросси.

## Известные обитатели дома
- Дросси, Андрей Дмитриевич (1860—1918) — русский офицер, гимназический товарищ Антона Чехова.[4][13]
- Чехов, Александр Павлович (1855—1913) — русский прозаик, публицист, мемуарист.[4]
- Чехов, Антон Павлович (1860—1904) — русский писатель, классик мировой литературы.[4]
- Чехов, Николай Павлович (1858—1889) — русский художник.[4]